# Oostenrijkse Successieoorlog
De Oostenrijkse Successieoorlog (1740-1748) was een oorlog waarin onder andere Frankrijk, Pruisen en Spanje tegen de nieuwe Oostenrijkse keizerin Maria Theresia van Oostenrijk en haar bondgenoten vochten.

## Aanleiding
De troonsbestijging van Maria Theresia als aartshertogin van Oostenrijk (1740) was wel in overeenstemming met de Pragmatieke Sanctie (1713), maar Frankrijk en Pruisen verklaarden Oostenrijk toch de oorlog omdat ze hoopten op gebiedswinst ten koste van de Oostenrijke Habsburgers. Bovendien meenden Karel van Beieren, Filips V van Spanje en Augustus van Saksen en Polen recht te hebben op de troon.

## Silezië
Een onderdeel van de Oostenrijkse Successieoorlog waren de eerste twee Silezische Oorlogen. De Pruisische koning Frederik de Grote stelde dat hij de nieuwe keizerin enkel zou erkennen als deze de mineraalrijke streek Silezië afstond. Ze weigerde dit, waarop Pruisische troepen de streek gewapenderhand innamen. Oostenrijk was gedwongen het gebied af te staan (Vrede van Breslau).
Frankrijk, Spanje en Beieren sloten zich aan bij Pruisen, tegen hun erfvijand Oostenrijk (zie Spaanse Successieoorlog). Dit zette Groot-Brittannië en de Republiek aan om Oostenrijk opnieuw te steunen. Rusland was kort daarvoor een bondgenoot van Oostenrijk geworden in de Poolse Successieoorlog; door deel te nemen aan deze oorlog kon het eventueel delen van Pruisen veroveren.

## Zuidelijke Nederlanden
In Europa werd naast Silezië ook gestreden in de Zuidelijke Nederlanden, een Oostenrijks gebied grenzend aan de Republiek, maar tevens aan Frankrijk en het Beierse hertogdom Gulik. In de Barrièresteden waren Staatse troepen gelegerd, maar zij werden wegens het Silezische front enkel door Groot-Brittannië gesteund. De Fransen boekten  overwinningen zoals op 11 mei 1745 bij het Henegouwse dorp Fontenoy (Henegouwen) en een jaar later in de Rocourt 1746. In 1747 volgde weer een Oostenrijks verlies in de slag Lafelt 1747 niet ver van Maastricht.
De regenten van het Tweede Stadhouderloze Tijdperk kon niets verweten worden, aangezien ze het Staatse leger al in 1744 op oorlogssterkte gebracht hadden. Toch verloren ze geloofwaardigheid door de militaire tegenslagen. Het regentenregime kwam in 1747 ten val, toen de Fransen de Republiek zelf binnenvielen. Prins Willem IV kwam aan de macht als stadhouder van alle gewesten. De Fransen namen nu ook de Staatse steden Bergen op Zoom (beleg van 1747) en Maastricht (beleg van 1748) in.

## Verwante conflicten
- Frankrijk steunde de Schotse rebellen in de Jakobitische opstand van 1745
- Onder druk van Frankrijk zette Zweden Anna Leopoldovna, de regente van Rusland, af; Rusland vocht daardoor inderdaad niet tegen Pruisen, maar keerde zich wel tegen Zweden (Russisch-Zweedse Oorlog (1741-1743))
- Groot-Brittannië nam tijdelijk de Franse vesting Louisbourg in Canada in bezit (Oorlog van koning George)
- Frankrijk nam tijdelijk de Brits Oost-Indische havenstad Madras in India in bezit, de Eerste Oorlog om de Carnatic.

## Vrede van Aken
In 1748 eindigde de oorlog met de Vrede van Aken. Hoewel de tegenstanders van Oostenrijk veel overwinningen behaald hadden, waren hun gebiedswinsten beperkt. Wel was Pruisen een geduchte mogendheid geworden. De Republiek vocht voor de laatste keer in een Europees conflict. Reeds in 1754 vielen de Britten Frankrijk weer aan in Amerika (Franse en Indiaanse Oorlog), hetgeen in Europa aanleiding was tot de Zevenjarige Oorlog (1756-1763).

## Belangrijkste veldslagen

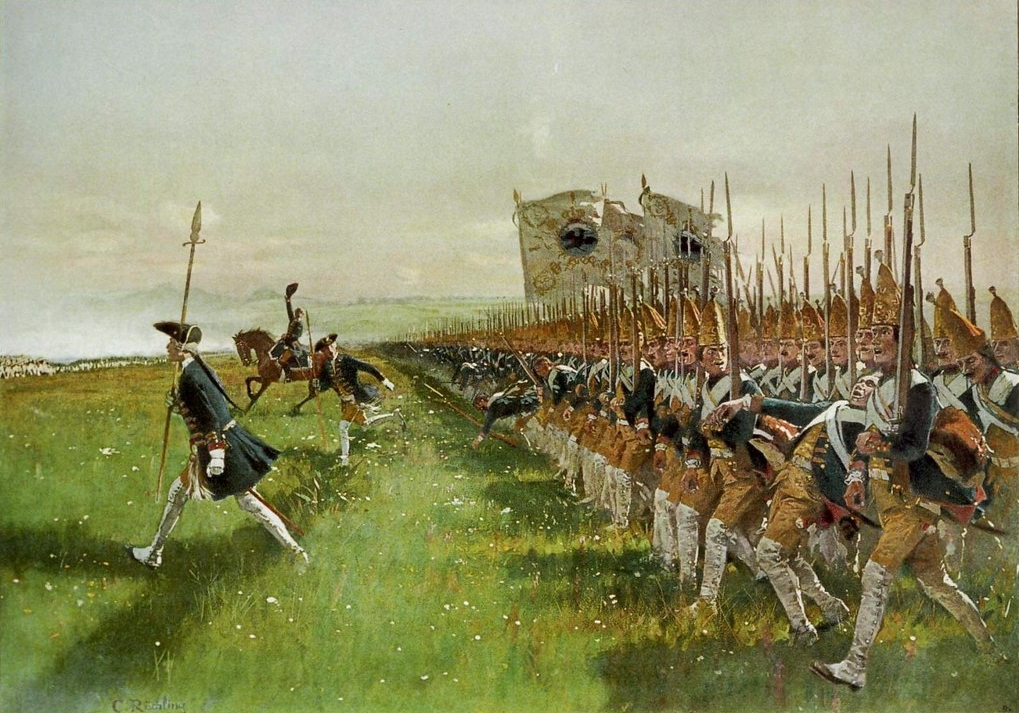
Aanval van de Pruisische infanterie tijdens de Slag bij Hohenfriedberg

- Slag bij Mollwitz (1740)
- Slag van Dettingen (1743)
- Slag bij Toulon (1744)
- Slag bij Fontenoy (1745)
- Slag bij Hohenfriedberg (1745)
- Slag bij Rocourt (1746)
- Slag bij Lafelt (1747)
- Beleg van Bergen op Zoom (1747)

## Erfgoed van de Oostenrijkse successieoorlog
De oorlog liet op het terrein her en der nog zichtbare sporen in het landschap achter, waaronder
- Redoute van Hocht (zie erfgoeddatabank Onroerend Erfgoed Vlaanderen)